# Cristine Rose

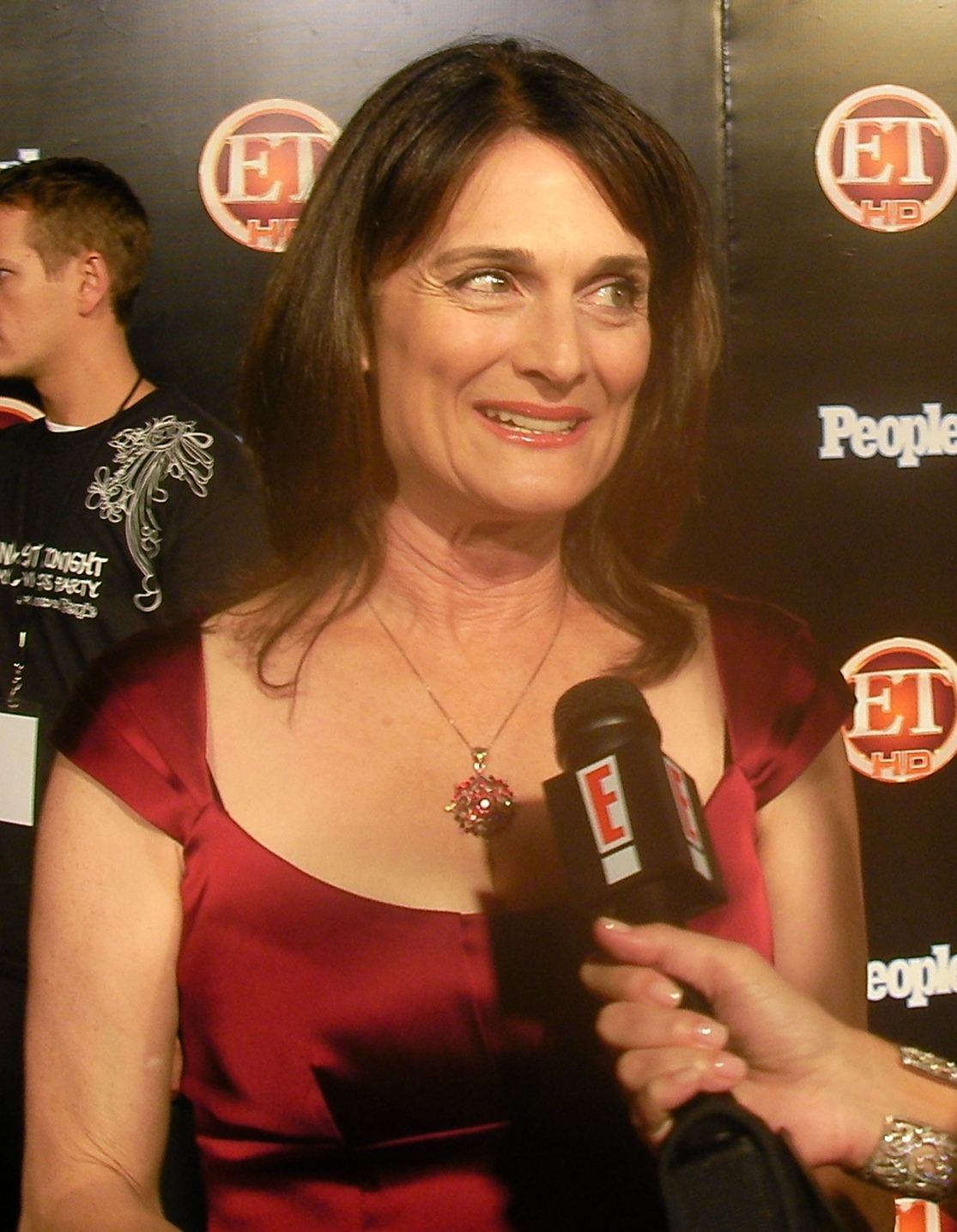
Cristine Rose bei der Primetime-Emmy-Verleihung 2008

Cristine Rose (* 31. Januar 1951 in Lynwood, Kalifornien) ist eine US-amerikanische Schauspielerin. Rose ist vor allem durch ihre Rolle der Angela Petrelli in der Mysteryserie Heroes bekannt.

## Biografie
Rose war Studentin an der berühmten Stanford University. Ihre Karriere begann 1977. Einige Jahre danach bekam sie diverse Rollen in bekannten Serien, wovon viele wiederkehrend waren. Dazu zählen unter anderem die Rollen der Ellen Barash in Küss mich, Kleiner!, Lydia Brock in Picket Fences – Tatort Gartenzaun und Barbara Norton in Grace. 1999 bekam sie die Rolle der Claire Pryce, die sie während der zweiten Hälfte der ersten Staffel der Erfolgsserie Charmed – Zauberhafte Hexen spielte. Ebenfalls 1999 bekam sie die wiederkehrende Gastrolle der Cynthia Blake in Providence, die sie in einigen Folgen der zweiten und dritten Staffel (1999–2000) verkörperte. Sie spielte eine wichtige Rolle in den Filmen Ehebruch – Einer war ihr nicht genug, Rebecca – Eine Frau auf der Suche nach sich selbst und Die Eishockey-Prinzessin. 2006 wurde sie dann für die Rolle der Angela Petrelli in Heroes gecastet, was ihren Bekanntheitsgrad enorm ansteigen ließ.

## Filmografie (Auswahl)

### Filme
- 1977: The Trial of Lee Harvey Oswald (Fernsehfilm)
- 1985: Love, Long Distance (Fernsehfilm)
- 1986: Vaterland (Fatherland)
- 1987: Ishtar
- 1988: Terrorist on Trial: The United States vs. Salim Ajami (Fernsehfilm)
- 1988: Ein Richter für Berlin (Judgment in Berlin)
- 1990: Ehebruch – Einer war ihr nicht genug (Burning Bridges, Fernsehfilm)
- 1990: Extreme Close–Up (Fernsehfilm)
- 1991: For the Very First Time (Fernsehfilm)
- 1991: Passion (Fernsehfilm)
- 1992: Just My Imagination (Fernsehfilm)
- 1993: The Elvira Show (Fernsehfilm)
- 1996: Geschäft mit dem Leben (For the Future: The Irvine Fertility Scandal, Fernsehfilm)
- 1997: Wie ich zum ersten Mal Selbstmord beging (The Last Time I Committed Suicide)
- 1999: The Big Split
- 2000: Rebecca – Eine Frau auf der Suche nach sich selbst (The Lost Child, Fernsehfilm)
- 2000: Was Frauen wollen (What Women Want)
- 2005: Die Eishockey-Prinzessin (Go Figure, Fernsehfilm)
- 2005: Mrs. Harris – Mord in besten Kreisen (Mrs. Harris, Fernsehfilm)
- 2005: Enough About Me (Fernsehfilm)
- 2007: Cook Off!
- 2008: Shades of Ray
- 2008: Er steht einfach nicht auf Dich (Hes’ Just Not That Into Youoat)
- 2010: Jeffie Was Here
- 2011: Take Me Home
- 2014: Any Other Friday (Kurzfilm)
- 2015: The Better Half
- 2017: Muffin Top: A Love Story

### Fernsehserien
- 1984: Kate & Allie (1 Folge)
- 1985: Spenser (1 Folge)
- 1986: Liebe, Lüge, Leidenschaft (One Life to Live, 1 Folge)
- 1987: Matlock (1 Folge)
- 1987: CBS Summer Playhouse (1 Folge)
- 1987–1991: Unser lautes Heim (Growing Pains, 2 Folgen)
- 1988: Mr. President (1 Folge)
- 1988: Das Model und der Schnüffler (Moonlighting, 1 Folge)
- 1988: Chaos hoch zehn (Just the Ten of Us, 1 Folge)
- 1988: Chefarzt Dr. Westphall (St. Elsewhere, 1 Folge)
- 1988: Mein lieber John (Dear John, 1 Folge)
- 1988: My Sister Sam (1 Folge)
- 1988–1989: TV 101 (4 Folgen)
- 1988–1993: L.A. Law – Staranwälte, Tricks, Prozesse (L.A. Law, 2 Folgen)
- 1989: Mord ist ihr Hobby (Murder, She Wrote, 1 Folge)
- 1989: The Hogan–Clan (Valerie, 2 Folgen)
- 1989: Newhart (1 Folge)
- 1990: Murphy Brown (1 Folge)
- 1990: Alles Okay, Corky? (Life Goes On, 1 Folge)
- 1990: The Famous Teddy Z (1 Folge)
- 1990: Wunderbare Jahre (The Wonder Years, 1 Folge)
- 1990–1991: Ferris Bueller (13 Folgen)
- 1991: CBS Schoolbreak Special (1 Folge)
- 1991: Ehekriege (Civil War, 1 Folge)
- 1991: Alles außer Liebe (Anything But Love, 1 Folge)
- 1991: Davis Rules (1 Folge)
- 1991: Palace Guard (1 Folge)
- 1991: Allein mit Onkel Buck (Uncle Buck, 1 Folge)
- 1992: Harrys wundersames Strafgericht (Night Court, 2 Folgen)
- 1992: Down the Shore (1 Folge)
- 1992–1993: Küss mich, Kleiner! (Flying Blind, 12 Folgen)
- 1992–1996: Picket Fences – Tatort Gartenzaun (Picket Fences, 5 Folgen)
- 1993: Raumschiff Enterprise: Das nächste Jahrhundert (Star Trek: The Next Generation,  2 Folgen)
- 1993: Alle meine Kinder (Almost Home, 1 Folge)
- 1993: Die Nanny (The Nanny, Folge 1x7 Imaginary Friend)
- 1993–1996: Grace (4 Folgen)
- 1994: Models Inc. (2 Folgen)
- 1994: Harrys Nest (1 Folge)
- 1994: The Boys Are Back (1 Folge)
- 1994–1997: Ellen (4 Folgen)
- 1996: Chicago Hope – Endstation Hoffnung (Chicago Hope, 1 Folge)
- 1996: The Jeff Foxworthy Show (1 Folge)
- 1996: Nash Bridges (1 Folge)
- 1997: Moloney (1 Folge)
- 1997: Der Hotelboy (The Jamie Foxx Show, 1 Folge)
- 1997: Der Mann an sich... (Men Behaving Badly, 1 Folge)
- 1997: Party of Five (2 Folgen)
- 1997: Immer wieder Fitz (Cracker, 1 Folge)
- 1997: George & Leo (1 Folge)
- 1997: Ally McBeal (1 Folge)
- 1997: 413 Hope St. (1 Folge)
- 1997–1998: Clueless – Die wichtigen Dinge des Lebens (Clueless, 3 Folgen)
- 1998: Sabrina – total verhext (Sabrina the Teenage Witch, 1 Folge)
- 1998: Emergency Room: Die Notaufnahme (ER, 1 Folge)
- 1998: C-16: Spezialeinheit FBI (C–16: FBI, 1 Folge)
- 1998: Prey – Gefährliche Spezies (Prey, 1 Folge)
- 1998: Buddy Faro (1 Folge)
- 1998: Dharma & Greg (1 Folge)
- 1998: King of Queens (The King of Queens, Folge 1x10: Truthahn a la Mama)
- 1999: Beverly Hills, 90210 (1 Folge)
- 1999: Zoe, Duncan, Jack & Jane (1 Folge)
- 1999: Irgendwie L.A. (It's Like, You Know..., 1 Folge)
- 1999: Charmed – Zauberhafte Hexen (Charmed, 5 Folgen)
- 1999: Liebling, ich habe die Kinder geschrumpft: Die Serie (Honey, I Shrunk the Kids: The TV Show, 1 Folge)
- 1999: Allymania: The Best of Ally McBeal (1 Folge)
- 1999–2000: Providence (7 Folgen)
- 2000: Diagnose: Mord (Diagnosis Murder, 1 Folge)
- 2000: Zeit der Sehnsucht (Days of Our Lives, 4 Folgen)
- 2000: Bull (1 Folge)
- 2001: Six Feet Under – Gestorben wird immer (Six Feet Under, 1 Folge)
- 2001: The Agency – Im Fadenkreuz der C.I.A. (The Agency, 1 Folge)
- 2001: Malcolm Mittendrin (Malcom in the Middle, 3x04: Die erste Große Liebe)
- 2001: Philly (1 Folge)
- 2001–2003: Gilmore Girls (2 Folgen)
- 2002: Alabama Dreams (1 Folge)
- 2002: Alles dreht sich um Bonnie (Life with Bonnie, 1 Folge)
- 2002: Practice – Die Anwälte (The Practice, 2 Folgen)
- 2002: Presidio Med (1 Folge)
- 2002–2004: Friends (2 Folgen)
- 2003: Eine himmlische Familie (7th Heaven, 1 Folge)
- 2003: The Lyon’s Den (1 Folge)
- 2003: Two and a Half Men (eine Folge)
- 2004: Navy CIS (NCIS, eine Folge)
- 2004: CSI: Vegas (CSI: Crime Scene Investigation, eine Folge)
- 2004: Without a Trace – Spurlos verschwunden (Without a Trace, 1 Folge)
- 2005: Boston Legal (1 Folge)
- 2006: Crossing Jordan: Pathologin mit Profil (Crossing Jordan, 1 Folge)
- 2006: Welcome, Mrs. President (1 Folge)
- 2006: Lovespring International (1 Folge)
- 2006: Saved (1 Folge)
- 2006–2010: Heroes (52 Folgen)
- 2006–2011: Big Love (2 Folgen)
- 2006–2014: How I Met Your Mother (7 Folgen)
- 2007: State of Mind (2 Folgen)
- 2008: Heroes: Going Postal (1 Folge)
- 2008–2009: Heroes: The Recruit (6 Folgen)
- 2010: The Mentalist (eine Folge)
- 2010–2011: Brothers & Sisters (2 Folgen)
- 2011: Private Practice (eine Folge)
- 2011: Mad Love (Folge 1x13)
- 2011: Navy CIS: L.A. (NCIS: Los Angeles, 2 Folgen)
- 2012: Longmire (1 Folge)
- 2014: Navy CIS: New Orleans (NCIS: New Orleans, Folge 1x09)
- 2015: Aquarius (1 Folge)
- 2015–2016: Heroes Reborn (2 Folgen)
- 2016–2017: How to Get Away with Murder
- 2017: Trial & Error (8 Folgen)
- 2018: Sharp Objects (1 Folge)